# Rundetaarn
Rundetaarn či Rundetårn  (česky Kulatá věž) je věž ze 17. století, která se nachází v centru Kodaně v Dánsku. Věž je jedním z mnoha architektonických projektů krále Kristiána IV. Dánského. Původně byla postavena jako astronomická observatoř. Je známá zejména díky svému spirálovitému jezdeckému schodišti, a také díky rozsáhlé vyhlídce po Kodani, kterou nahoře poskytuje.
Věž je součástí tzv. Trinitatis Complex, který tehdejším učencům poskytoval univerzitní kapli, Kostel svaté Trojice a akademickou knihovnu.
Dnes Kulatá věž slouží jako vyhlídkové místo, veřejná astronomická observatoř a historická památka. Nepřímou součástí věže je také Knihovní hala, která se nachází nad kostelem a je přístupná pouze přes věžní rampu. Hala slouží také jako místo pro různé výstavy či koncerty.

## Historie

### Pozadí
V 17. století nabyla v Evropě astronomie své důležitosti. Země spolu začaly soutěžit v zakládání kolonií, čímž vzrostl požadavek na přesnou navigaci pro cestování po oceánech. Z toho důvodu bylo založeno mnoho národních observatoří, první v roce 1632 v Leidenu v Holandské republice. Již o pět let později následovalo vybudování observatoře Rundetårn, která se původně označovala názvem STELLÆBURGI REGII HAUNIENSIS.

### Plány a přípravy

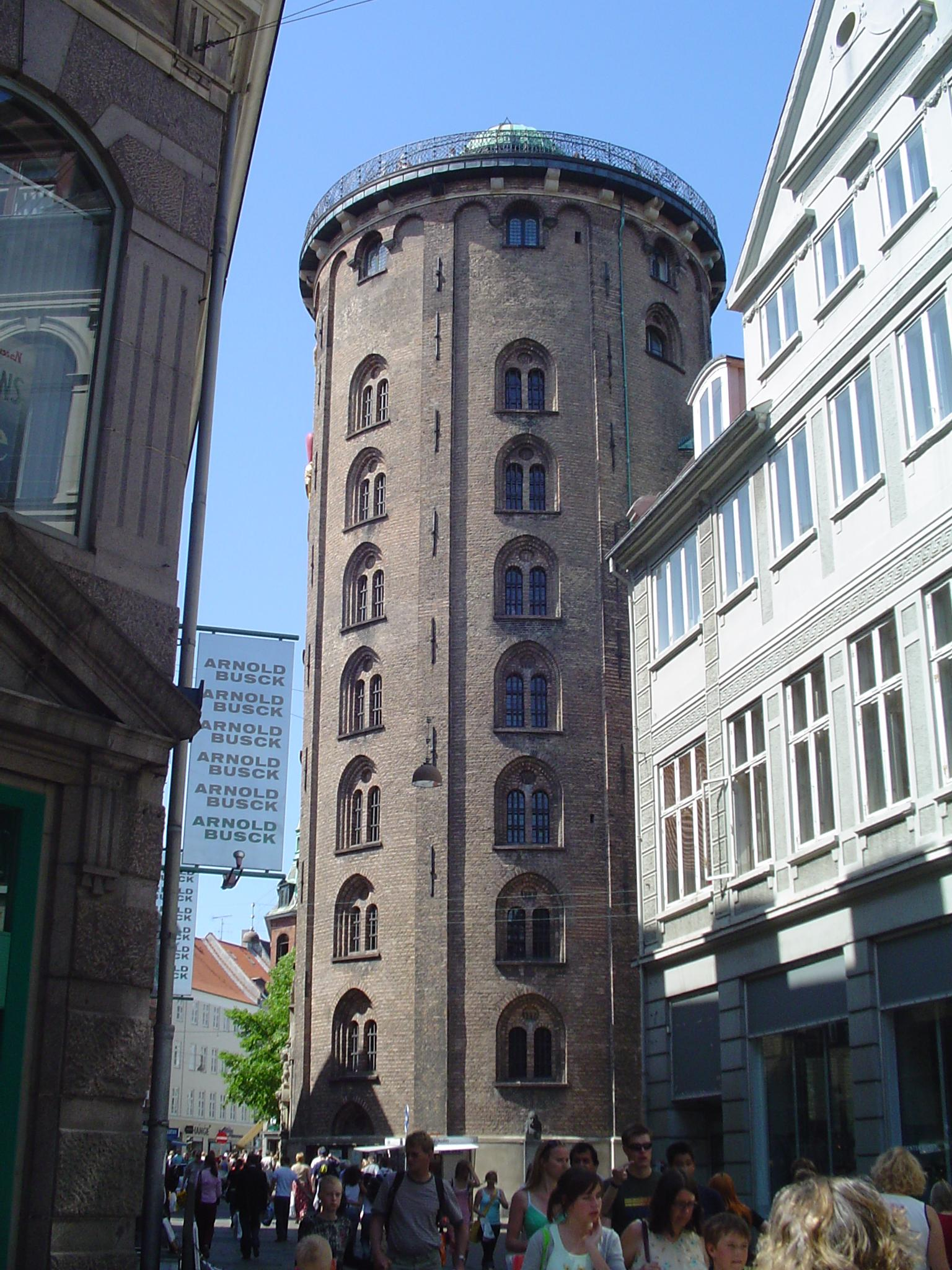
Pravá strana věže

Po tom, co Tycho Brahe upadl v nemilost a opustil Dánsko, se Christian Longomontanus stal novým astronomem krále Kristiána IV., a zároveň prvním profesorem astronomie na Kodaňské univerzitě. V roce 1625 tento astronom navrhl králi vybudovat astronomickou věž jakožto náhradu za Braheho podzemní observatoř Stjerneborg, která byla zbourána po jeho smrti v roce 1601.
Longomontanův první návrh byl vztyčit novou observatoř na vrchu kopce Solbjerget, dnes známého jako Valby Bakke. Ale jelikož v tu dobu existovaly také plány na vybudování nového studentského kostela a nové studentské knihovny pro univerzitu, vyvstal nápad spojit tyto tři budovy do jednoho velkého komplexu.
Pozemek, na němž byl nakonec Trinitatis Complex postaven, král Kristián IV. koupil již v roce 1622, tedy 13 let před začátkem stavby. Jeho původní plány staveniště nejsou známy, ale jelikož se pozemek příhodně nacházel vedle regensenských kolejí a univerzity, bylo pro tento prestižní projekt vybráno právě toto místo.
Ačkoliv o tom není jasný důkaz, je všeobecně přijímáno, že návrhem nové budovy byl pověřen architekt Hans Van Steenwinckel mladší, i když se dokončení stavby nedožil.
Kameny na stavbu základů byly na staveniště dováženy od 24. listopadu 1636. Nejprve byl materiál brán z městských hradeb, později z oblasti poblíž města Roskilde. Cihly byly objednány z Nizozemska, neboť místní výrobci nebyli schopni vyrobit cihly požadované vysoké kvality. V únoru 1637 byla v Emdenu podepsána smlouva s Henrikem van Dingklagem o dovozu cihel na stavbu. První tři várky měly být lodí dodány v květnu, další tři během příštího měsíce a zbytek na zakázku.
Stavba Trinitatis Complex byla započata v hustě zalidněném sousedství úzkých ulic a uliček. Oblast musela být nejprve vyklizena, a proto 18. dubna 1637 200 mužů, vojáci a lidé z městské části – ostrůvku Gammelholm (tehdy známého jako Bremerholm) začali s demolicí hrázděných domků, které na budoucím staveništi stály.[zdroj?]

### Stavba
Základní kámen byl položen 7. července 1637. Když Hans van Steenwinckel 6. srpna 1639 zemřel, byl z Nizozemska přizván Leonhard Blasius coby nový hlavní královský stavitel. Na rozdíl od svého předchůdce se v dánské architektuře zapsal pouze jako přechodná postava. Zemřel totiž pouhé čtyři roky po svém příjezdu do Dánska, a to aniž by po sobě zanechal nějaké významné budovy svého vlastního designu. Stavba byla několikrát pozastavena kvůli nedostatku financí. Z těchto důvodů bylo kostelům v Dánsku a Norsku nařízeno, aby částí svých výdělků přispívaly na stavbu. V roce 1642 byla stavba přece jen dokončena, ačkoliv kostel a knihovna byly dokončeny až v roce 1657.

### Jako observatoř
Christian Longomontanus, ačkoliv byl již velmi starý (v době dokončení stavby mu bylo přes 80 let), se stal prvním ředitelem observatoře. Během velkého požáru v roce 1728 byl Trinitatis Complex značně poškozen, ale byl obnoven.

### Úpadek a pozdější léta

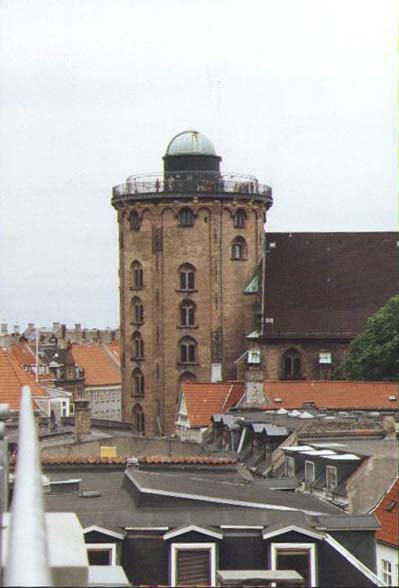
Pohled na věž z dálky

Na začátku 19. století byla Kulatá věž jako astronomická observatoř zastaralá. Nástroje k pozorování oblohy stále nabývaly na velikosti, zatímco věž být rozšířena nemohla. Zároveň byla pozorování nepřesná kvůli světelnému znečištění z města a otřesům způsobeným čím dál více houstnoucím provozem v ulicích. Proto se univerzita rozhodla na starém městském opevnění, které bylo rovněž zastaralé a chystalo se proto k vyřazení, postavit observatoř Østervold. Nová observatoř byla uvedena v roce 1861 v podobě od architekta Christiana Hansena.

### Významné návštěvy
- V roce 1716 ruský car Petr I. Veliký při své návštěvě Kodaně vyjel nahoru do věže na svém koni. Jeho manželka, carevna Kateřina I. Ruská, za ním měla údajně vyjet v dvoukolovém kočáře taženém jedním koněm.[4]
- V roce 1902 auto značky Beaufort bylo prvním motorizovaným vozidlem, které nahoru do věže vyjelo.
- Medaile ve sbírce medailí Kulaté věže naznačuje, že první cyklistický závod ve věži se konal již roku 1888, pravděpodobně v návaznosti na Nordickou výstavu průmyslu, zemědělství a umění.
- V roce 1911 noviny Socialdemokraten zorganizovaly cyklistický závod dolů z Kulaté věže.
- V roce 1971 Ole Ritter vyhrál cyklistický závod nahoru do Kulaté věže, při němž s časem 55,3 vteřiny porazil Leifa Mortensena, se kterým soupeřil o titul „král hor“.[5]
- V roce 1989 Thomas Olsen vyjel nahoru do věže a sjel z ní dolů na jednokolce v čase 1 minuta 48,7 vteřiny, což je dosavadní světový rekord.[5]
- V roce 1993 Henrik Djernis porazil Jense Veggerbyho v cyklistickém závodě s časem 50,05 vteřiny.[6]

## Architektura

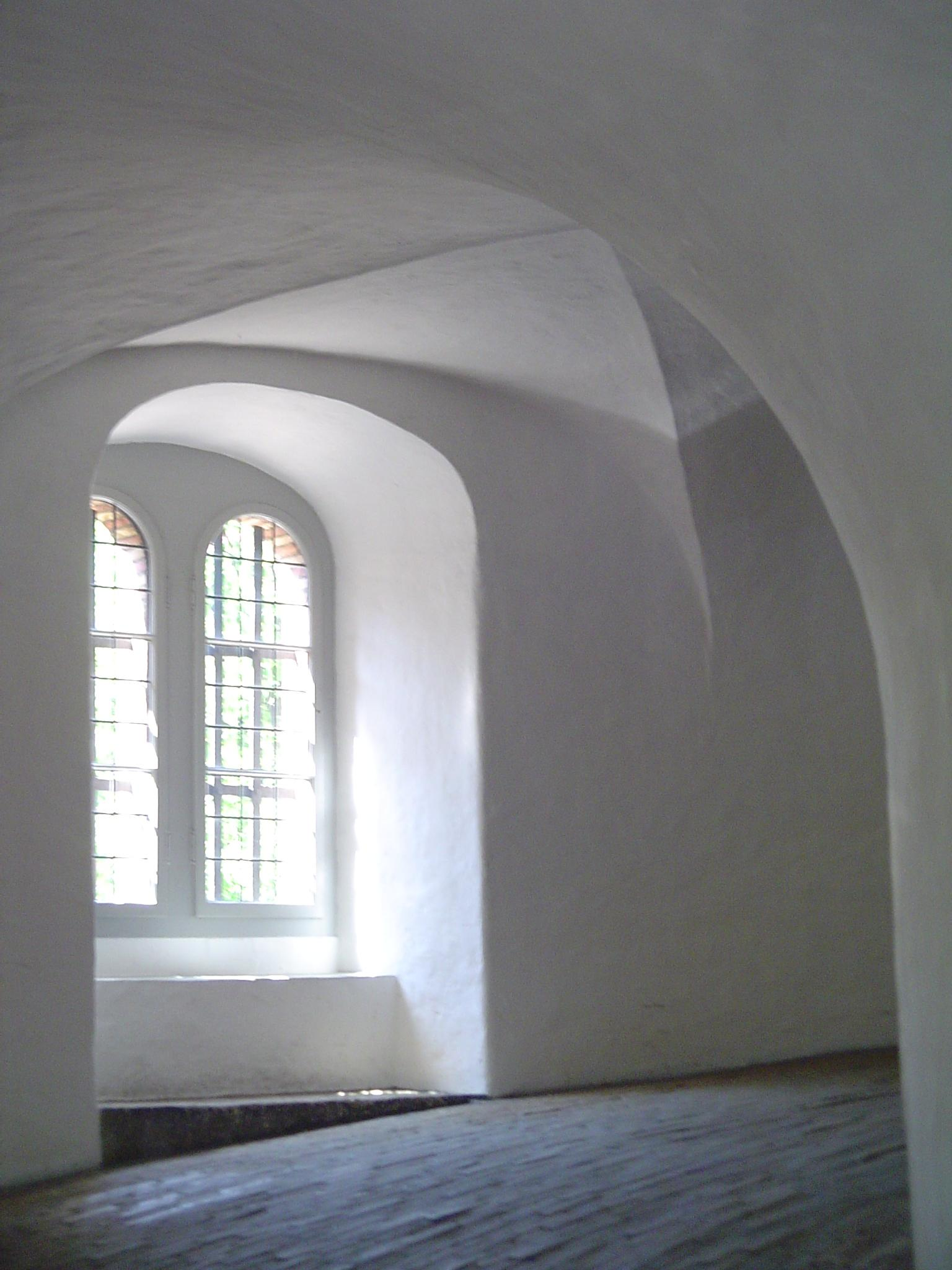
Pohled na rampu v interiéru

Kulatá věž je válcovitá stavba postavená ze zdiva, které kombinuje žluté a červené cihly - barvy rodu Oldenburků. Využité cihly byly vyrobeny v Nizozemsku a jsou z natvrdo pálených štíhlých cihel. Zadní stranou je věž spojena s kostelem Trinitatis, ale jako kostelní věž nikdy nesloužila.
Steenwinckel, jehož jméno je jinak synonymem pro holandskou renesanční architekturu v Dánsku, po sobě s Trinitatis Complex zanechal svůj charakteristický styl. Na rozdíl od jeho ostatních budov, které nesou prvky bohatého zdobení a extravagantní věžičky, je tento komplex střízlivý a více soustředěný.

### Točitá rampa
Namísto schodů vede nahoru do věže a ostatních přidružených částí pouze točitá plochá rampa. Tato podoba byla vybrán proto, aby se ke knihovně a observatoři dostal kůň s vozem, který by posloužil při stěhování knih či při převozu těžkých a citlivých nástrojů.

### Observatoř
Plošina observatoře se nachází 34,8 m nad ulicí. Podél jejího okraje se rozprostírá mřížoví ze svářkové oceli, které bylo vyrobeno v roce 1643 Kasparem Finckem, dvorním umělcem v oblasti kovodělnictví. V mřížoví je zachycen monogram krále Kristiána IV., a také písmena RFP, která mají představovat královo motto: Regna Firmat Pietas - Zbožnost posiluje říše.

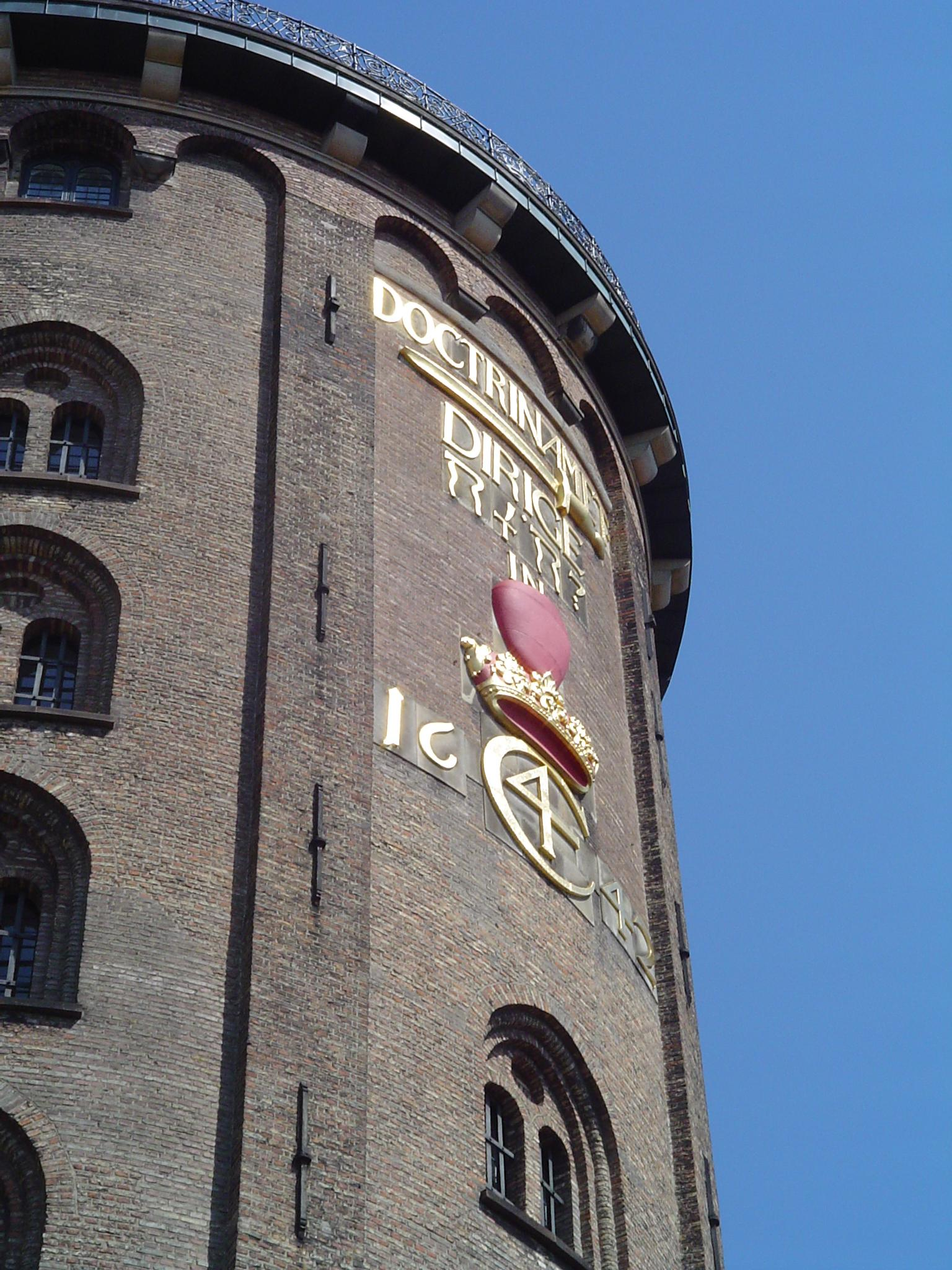
Rébus na Kulaté věži

### Rébus

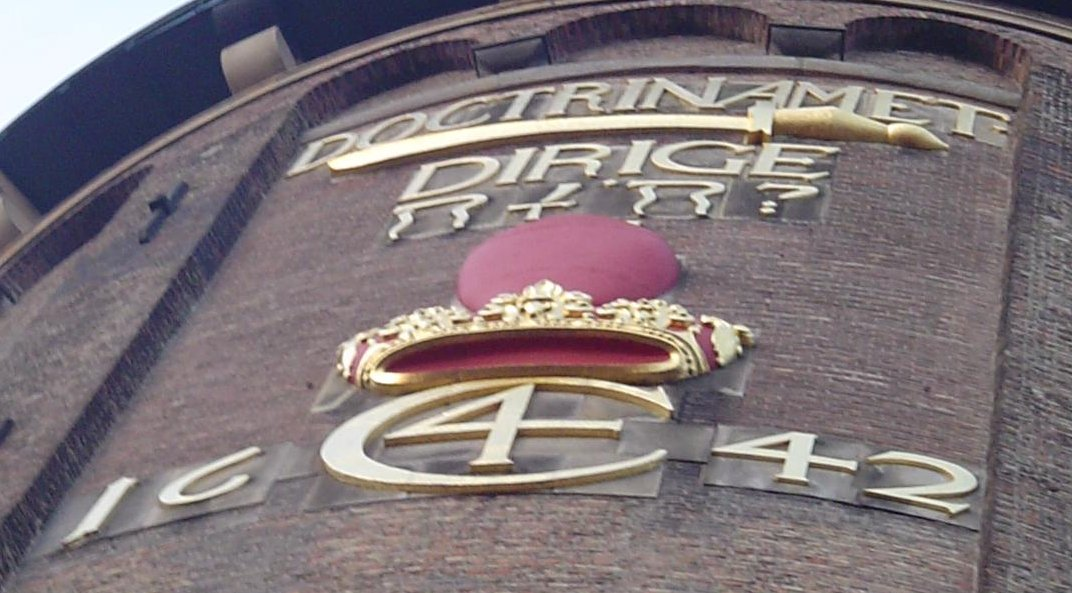
Rébus na Kulaté věži - detail

Do vrchní částí fasády věže je pozlaceným písmem vepsán rébus. Vlastní náčrt krále Kristiána IV., zachycen jeho rukopisem, je uložen v dánském říšském archivu. Rébus obsahuje čtyři hebrejské souhlásky z Tetragrammatonu a lze jej vyložit následujícím způsobem: Veď, Bože, správné učení a spravedlnost v srdce korunovaného krále Kristiána IV., 1642. Uvedený letopočet 1642 je rok, kdy byla věž dokončena.

### Toaleta
Ve věži se nachází také toaleta, kterou využívali badatelé a astronomové při práci. Sedátko se nachází téměř úplně nahoře, přičemž ze záchodu do přízemí vede šachta, dole končící dutým jádrem. Tuto šachtu nelze nijak vyprazdňovat, ani z ní ven nevede žádná ventilace, pročež ji lze sporně považovat za jeden z prvních a největších septiků na světě.

### Veřejná observatoř
V roce 1860 Kodaňská univerzita vyřadila Kulatou věž coby univerzitní observatoř. V roce 1928 byla věž zrekonstruována jako observatoř s přístupem pro amatérské astronomy a širokou veřejnost. Věž je přístupná po celý rok vyjma některých svátků.

## Odraz v kultuře
- V pohádce Hanse Christiana Andersena Křesadlo (pohádka) má ze tří zmíněných psů ten největší z nich oči velké jako Kulatá věž v Kodani.
- V jiné Andersenové pohádce Bezová maminka starý manželský pár vzpomíná, jak chodívali „na kulatou věž, a dívali jsme se do světa přes Kodaň a moře...“[8]
- V Andersenově básni Být či nebýt se hlavní postava Niels Bryde narodí a vyrůstá v Kulaté věži, kde je jeho otec vrátným.
- V původně Dány osídleném kalifornském městě Solvang byla postavena replika věže v měřítku 1:3.
- Asteroid 5505 Rundetårn byl pojmenován na počest této věže.
- V Dánsku se výšky budov často přirovnávají k výšce Rundetaarn, která je vysoká 42 metrů.
- Dánská věta „Co je vyšší, Rundetaarn, nebo úder hromu?“ je v dánštině slovní hříčkou, neboť slova hlasitý a vysoký se v dánštině řeknou stejně. Věta je Dány často užívána při diskuzi, když se oponující účastník snaží porovnánat nesrovnatelné (v češtině můžeme tuto skutečnost přirovnat ke rčení „míchat jablka s hruškami“.
- Kulatá věž se objevuje také v počítačové hře SimCity z roku 2013.